# L’Oiseau Bleu (vonat)
A L'Oiseau Bleu egy nemzetközi távolsági vonat volt, amely a belgiumi Antwerpent kötötte össze Franciaország fővárosával, Párizzsal. Helyét részben a Thalys járatok vették át. A járat a nevét Maurice Maeterlinck L’Oiseau Bleu (A kék madár) című drámájáról kapta.

## Menetrend
Az 1971-es menetrend:
| TEE 80 | Ország | Állomás                    | km  | TEE 87 |
| ------ | ------ | -------------------------- | --- | ------ |
| 07:13  | BEL    | Brussels-Nord              | 0   | 23:30  |
| 07:19  | BEL    | Brussels-South (Midi/Zuid) | 6   | 10:23  |
| 08:01  | BEL    | Mons                       | 61  | 22:50  |
| 08:46  | FRA    | St Quentin                 | 162 | 22:04  |
| 09:57  | FRA    | Paris Nord                 | 316 | 20:54  |